# クラシカル・ポップ
クラシカル・ポップは、日本の女性ミュージシャンBabiによって確立された音楽ジャンル。　室内楽ミュージックの一分野。
クラシック音楽をベースとした児童幼児志向のポピュラーミュージック。古くは、矢野顕子、大貫妙子らの音楽が源流といってよい。
愛や性をうたう大人の商業音楽に対し、いわば新しい「童謡」ともいえる透明感の高い音楽を示称する。近時では竹村延和、コシミハル、コトリンゴ、After Dinner、海外アーティストとしてはOwen Pallett、なども同ジャンルにカテゴライズしうるものである。